# 邵宗愚
邵宗愚（？—1368年），又作邵宗愈，元朝末年南海三山人。
至正二十一年（1361年），广东都元帅府佥事八撒剌不花杀都元帅世杰班、佥事完者笃。广州大乱。邵宗愚聚众自称元帅。他贪暴好杀，邻境多受其害。至正二十二年（1362年）十月，江西平章朵列不花发檄文讨伐八撒剌不花，邵宗愚声言承檄讨贼，进攻广州，元帅何深战死，广州城陷，邵宗愚杀八撒剌不花。朝廷任命邵宗愚为江西福建行省参知政事。何真入广州，邵宗愚围攻，再取广州，杀掠甚多。不能守住广州，退回三山。至正二十七年（1367年），江西右丞铁里迷失巡视广州，邵宗愚派人迎接，说何真窃据，让他攻打何真。铁里迷失进入三山，被邵宗愚所杀。四月，明兵攻打广东，邵宗愚派部将罗元祥进见廖永忠约降。但邵宗愚始终迁延不至。廖永忠夜间攻破其寨，将他擒获，与其部众都在广州集市斩杀。